# Dendrobium jonesii
Dendrobium jonesii là một loài lan trong chi Lan hoàng thảo.